# Sphaerosyllis magnoculata
Sphaerosyllis magnoculata is een borstelworm uit de familie Syllidae. Het lichaam van de worm bestaat uit een kop, een cilindrisch, gesegmenteerd lichaam en een staartstukje. De kop bestaat uit een prostomium (gedeelte voor de mondopening) en een peristomium (gedeelte rond de mond) en draagt gepaarde aanhangsels (palpen, antennen en cirri).
Sphaerosyllis magnoculata werd in 1986 voor het eerst wetenschappelijk beschreven door Hartmann-Schröder.